# Вагонный замедлитель

Три нажимных балочных вагонных замедлителя

Вагонный замедлитель — смонтированное на железнодорожном пути тормозное устройство для снижения скорости движения вагонов (отцепов).

## Назначение
Вагонный замедлитель обеспечивает механизированное торможение движущихся отцепов, позволяет исключить на этой операции непроизводительный и опасный ручной труд. Вагонные замедлители устанавливают главным образом на путях сортировочных горок, а также на наклонных железнодорожных подъездных путях промышленных предприятий. Управление вагонными замедлителями осуществляется из диспетчерской башни.

## Классификация и принцип работы

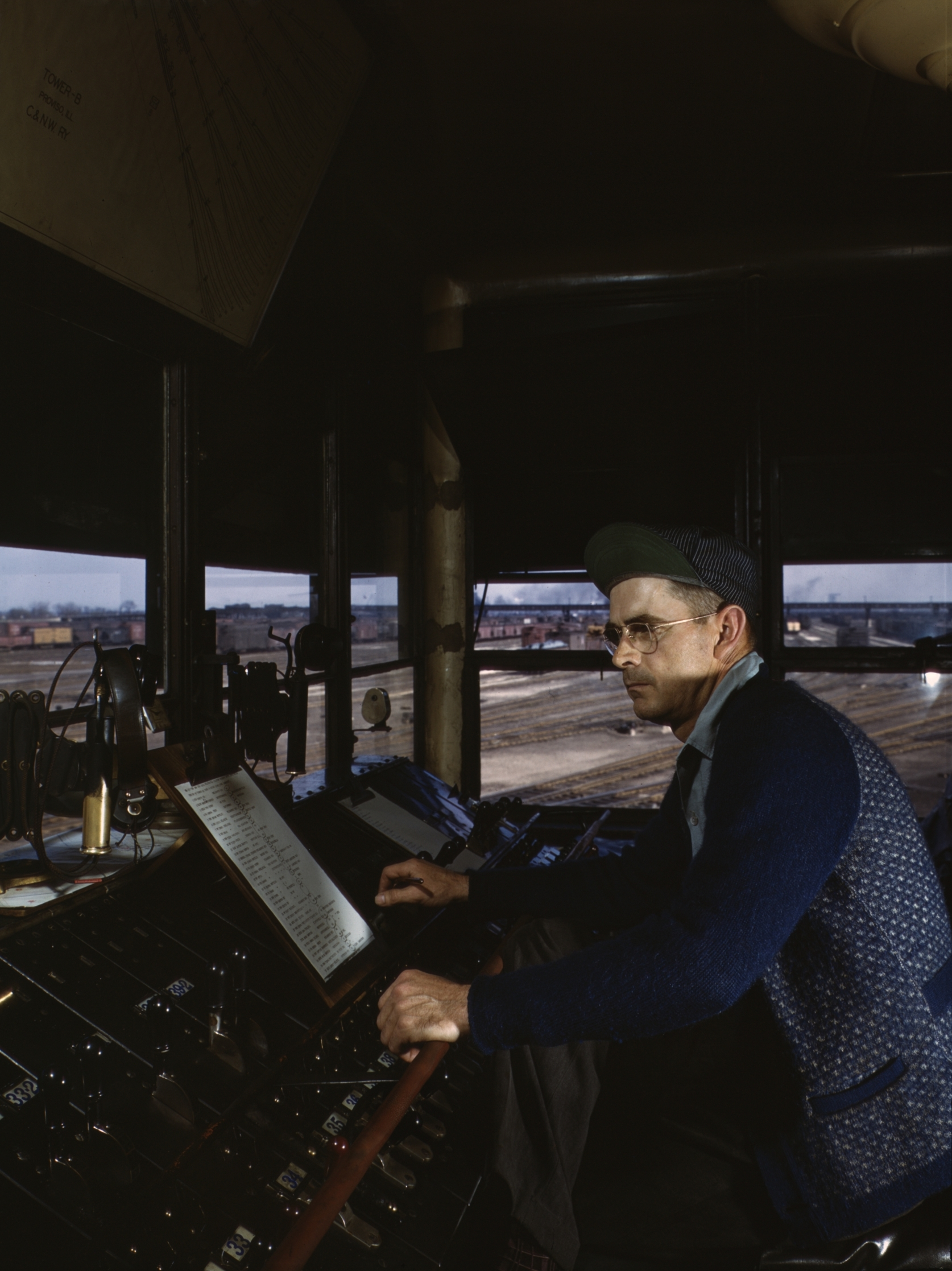
Регулировщик скорости управляет работой вагонных замедлителей. (Чикаго. 1943 год)

Различают вагонные замедлители:
- по форме тормозного органа:
  - балочные
  - небалочные
- по принципу действия:
  - весовые
  - нажимные
  - специализированные
- по типу привода:
  - пневматические
  - гидравлические
  - электрические
- по месту работы:
  - горочные
  - парковые
- по числу рабочих рельсов:
  - однорельсовые
  - двухрельсовые

### Нажимной
Когда колёса вагонов катятся по нажимным замедлителям, те вдавливаются, а затем вновь поднимаются. Колесо при этом вынуждено расходовать свою потенциальную энергию на нажатие, в результате чего возникает сопротивление движению, заставляющее притормаживать вагон. А если вагон движется слишком быстро, то поршень внутри замедлителя не успевает вдавливаться.

### Балочный
Наиболее часто применяются двухрельсовые балочные вагонные замедлители с пневмо- и гидроприводом. Тормозной эффект вагонных замедлителей достигается воздействием его силовых узлов на колёсные пары вагонов. Сила торможения весовых балочных вагонных замедлителей устанавливается автоматически, пропорционально нагрузке на колёсные пары вагонов. В нажимных балочных вагонных замедлителях сила торможения устанавливается либо по команде горочного оператора, либо устройствами автоматического управления изменением давления воздуха в тормозных цилиндрах замедлителя. На сортировочных горках эксплуатируются весовые и нажимные балочные замедлители, имеющие пневматический привод.

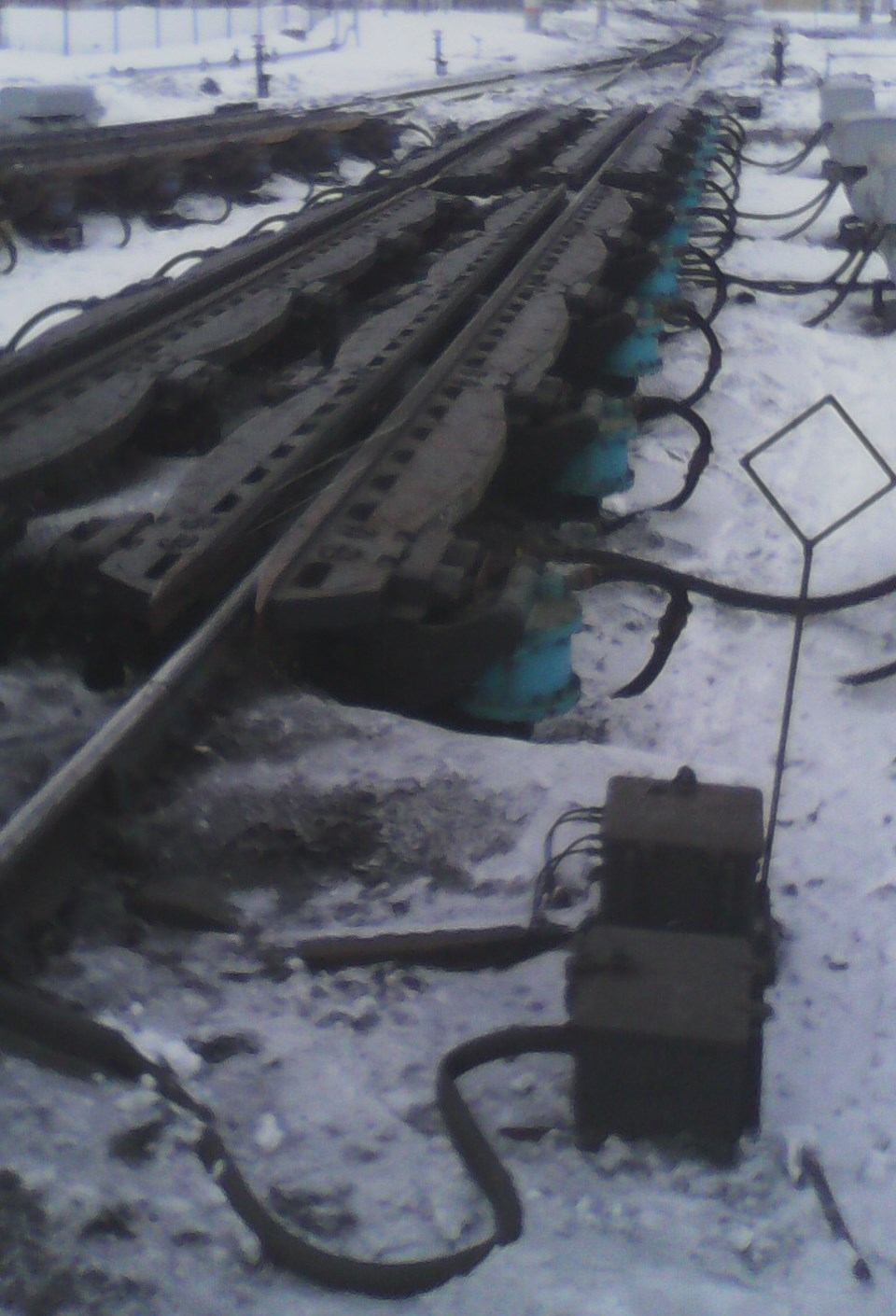
Горочный балочный нажимной вагонный замедлитель с пневмогидравлическим приводом типа ВЗПГ-ВНИИЖТ
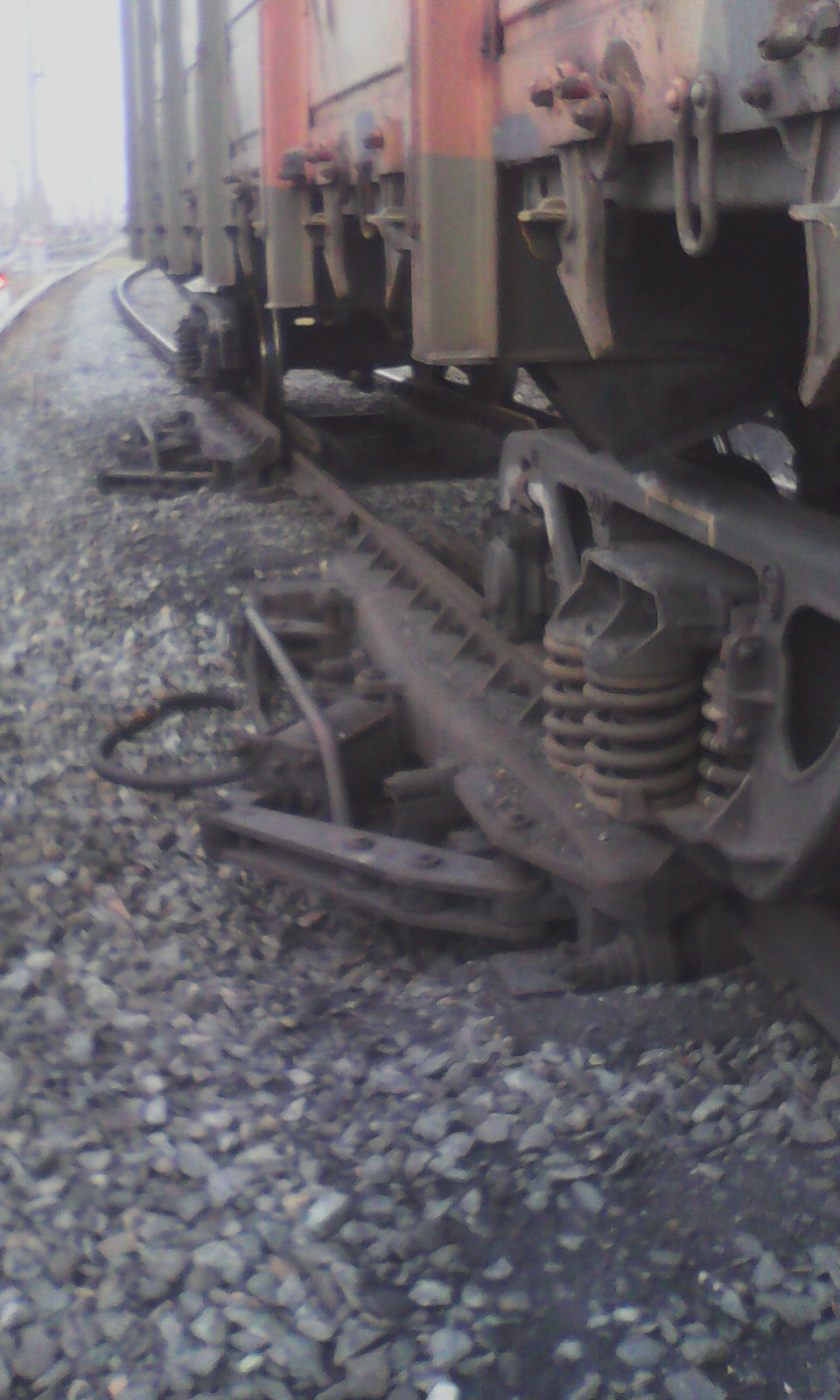
Вагонный парковый пневматический замедлитель рычажно-нажимного типа РН3-2М
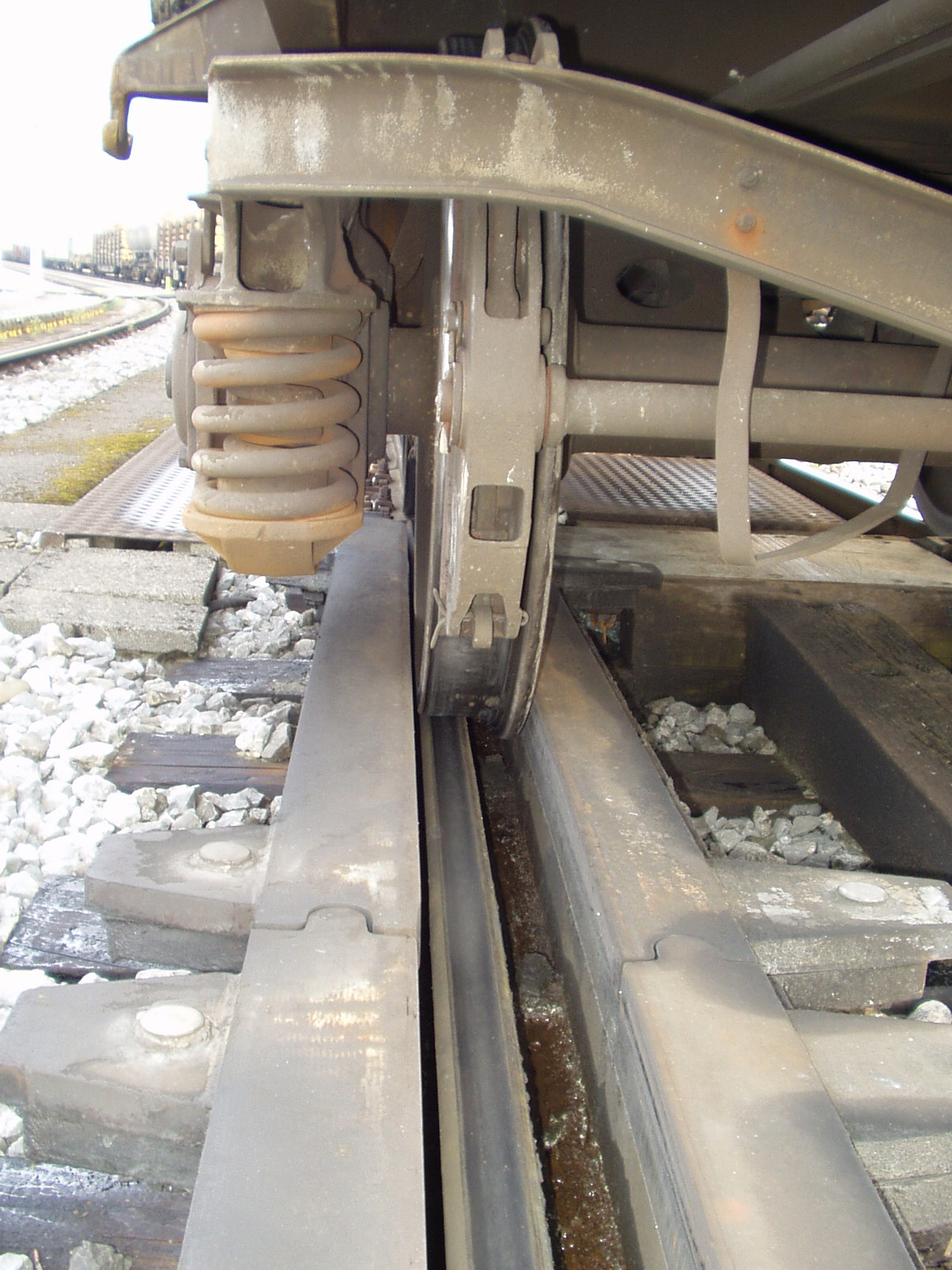
Балочный вагонный замедлитель
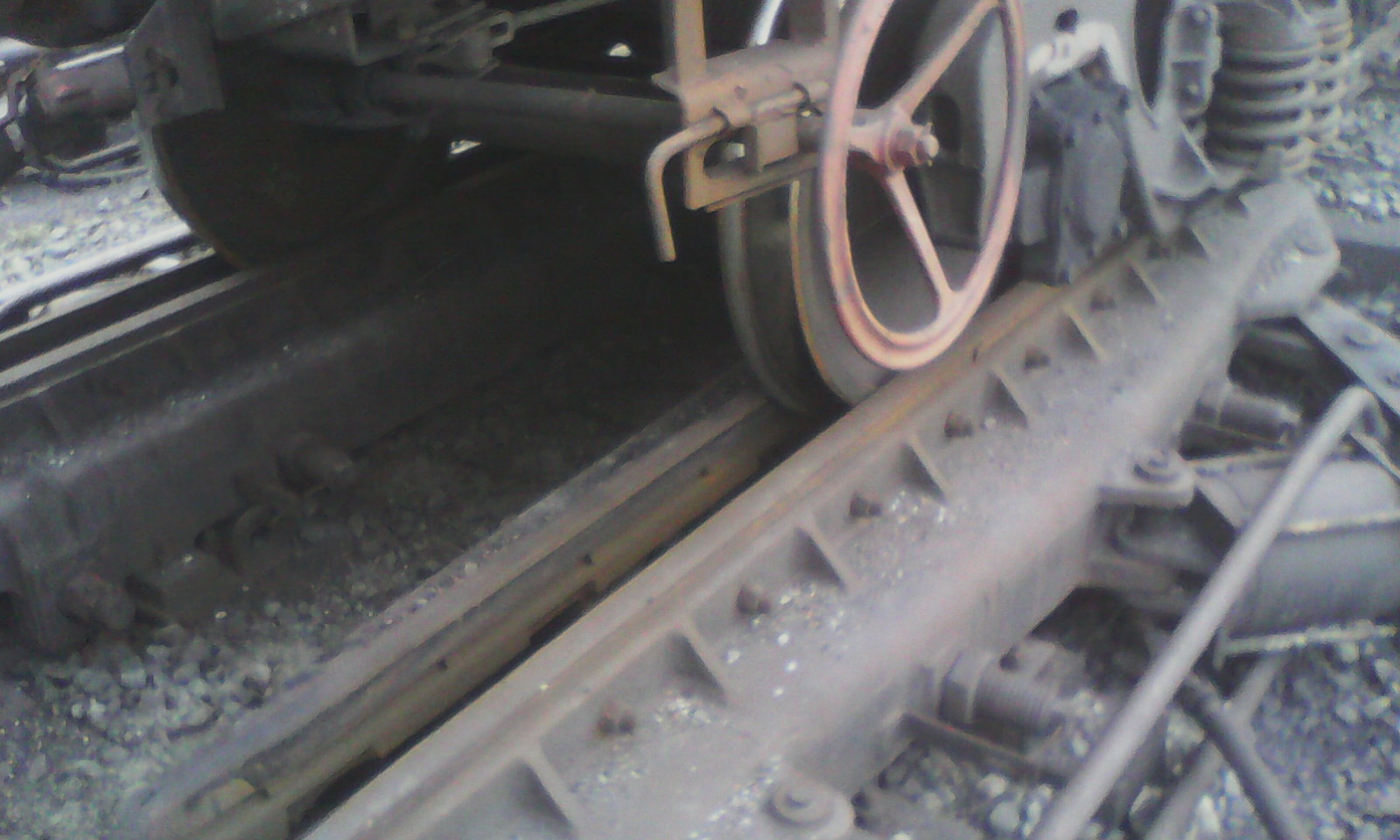
Тормозные шины замедлителя зажимают колёса с боков
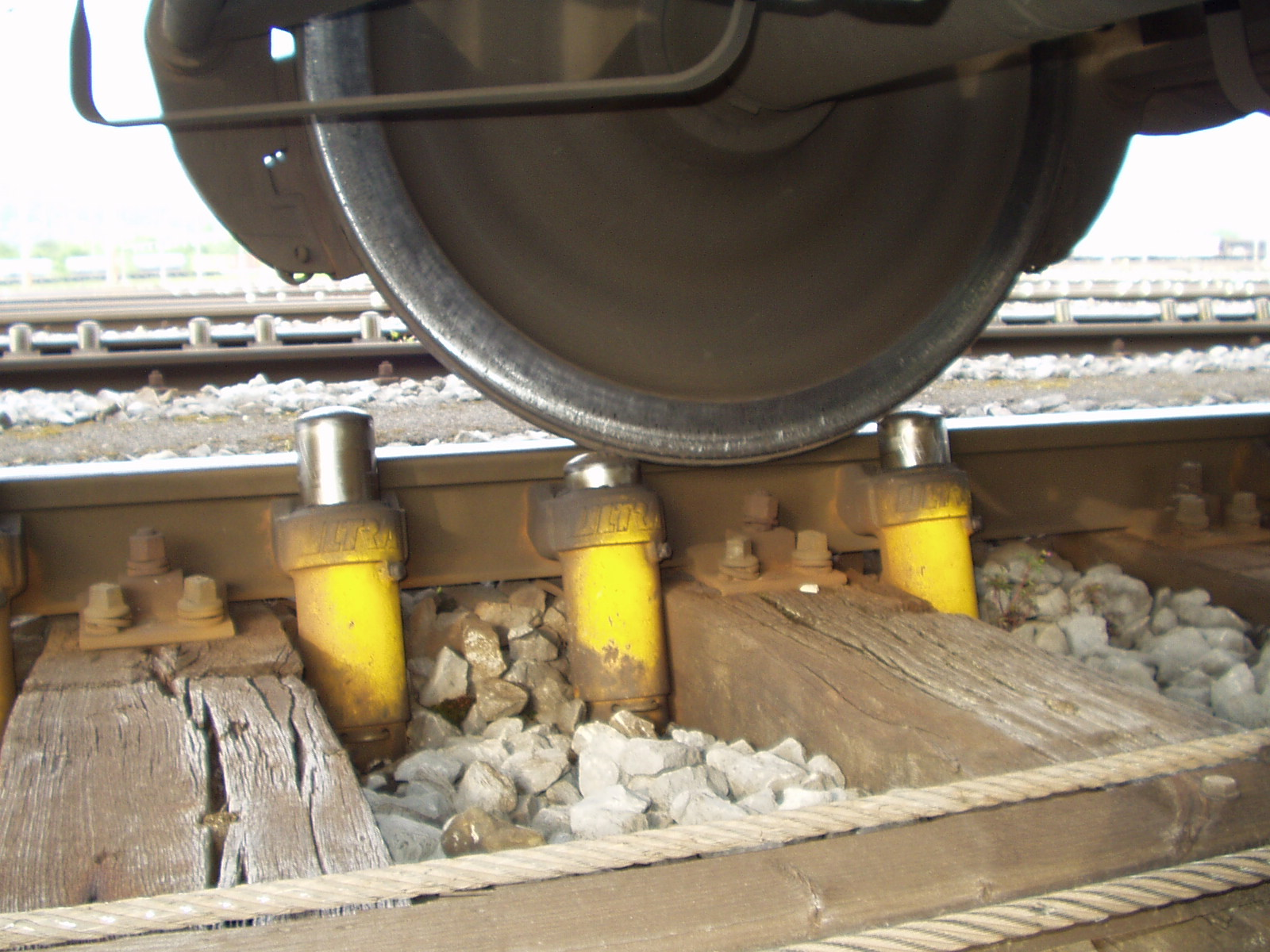
Нажимной вагонный замедлитель
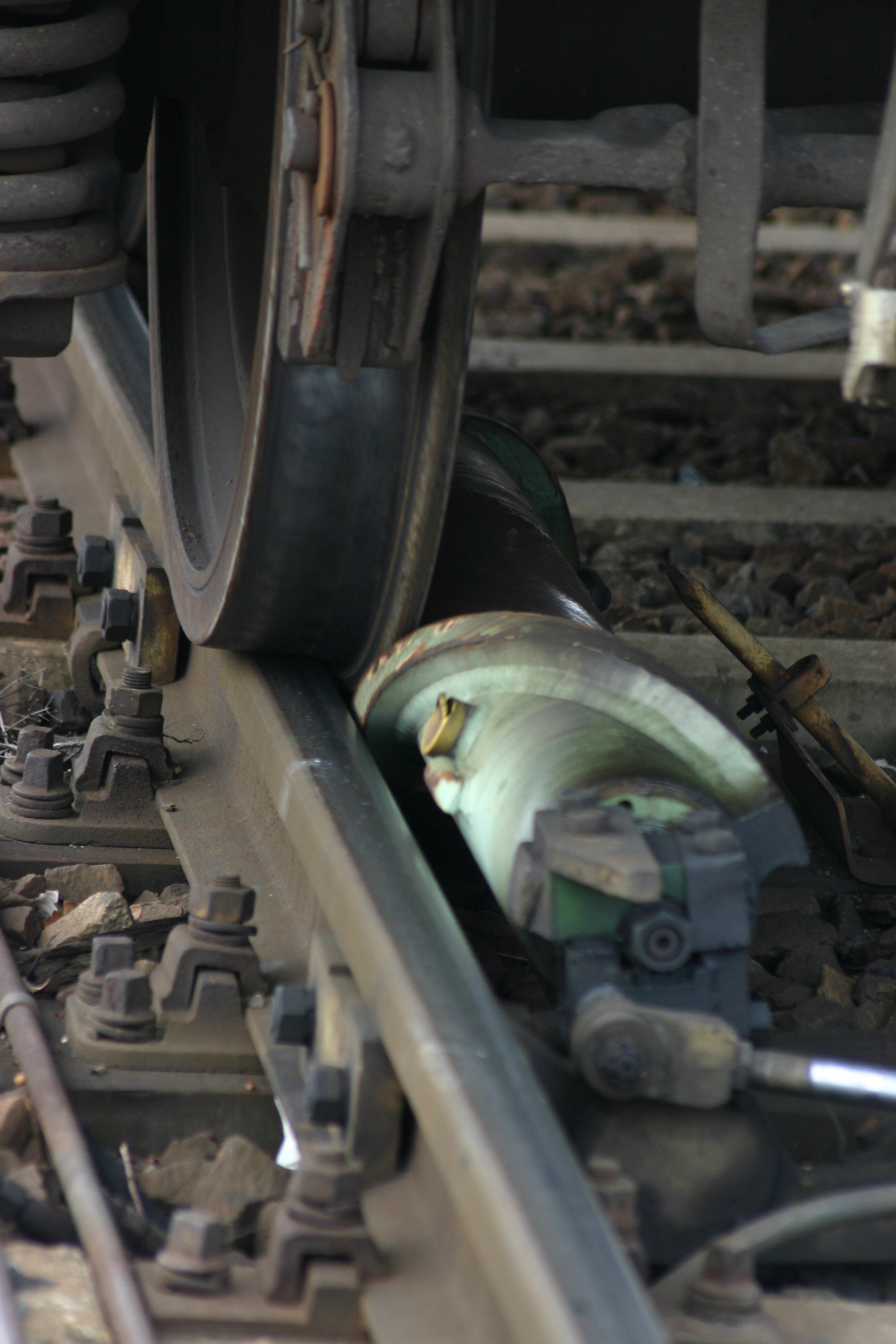
Вагонный замедлитель шнекового типа
- Торможение отцепов балочными вагонными замедлителями

## Особые требования
К замедлителям предъявляются определённые требования:
- они должны вписываться в габарит приближения строений
- тормозить вагоны с замедлением не более 4 м/с²
- обеспечивать высокую точность работы
- не разрушать при торможении колёсные пары
- не производить сильного шума, резких звуков

На сортировочных горках вагонные замедлители входят в состав механизированных тормозных позиций.